# The Cup of Life
«The Cup of Life» (відома також як «La Copa de la Vida»)   - пісня, записана пуерториканським співаком Рікі Мартіном і випущена 3 березня 1998 року як другий сингл з його четвертого студійного альбому Vuelve . Англійська версія пісні увійшла в однойменний альбом співака Ricky Martin, що вийшов в 1999 році. 
«The Cup of Life» є офіційним гімном Чемпіонату світу з футболу 1998, який відбувся з 10 червня по 12 липня у Франції . 
Грандіозний виступ з цією піснею на 41-й церемонії «Греммі» увійшов у відеоколекцію співака під назвою The Ricky Martin Video Collection .  

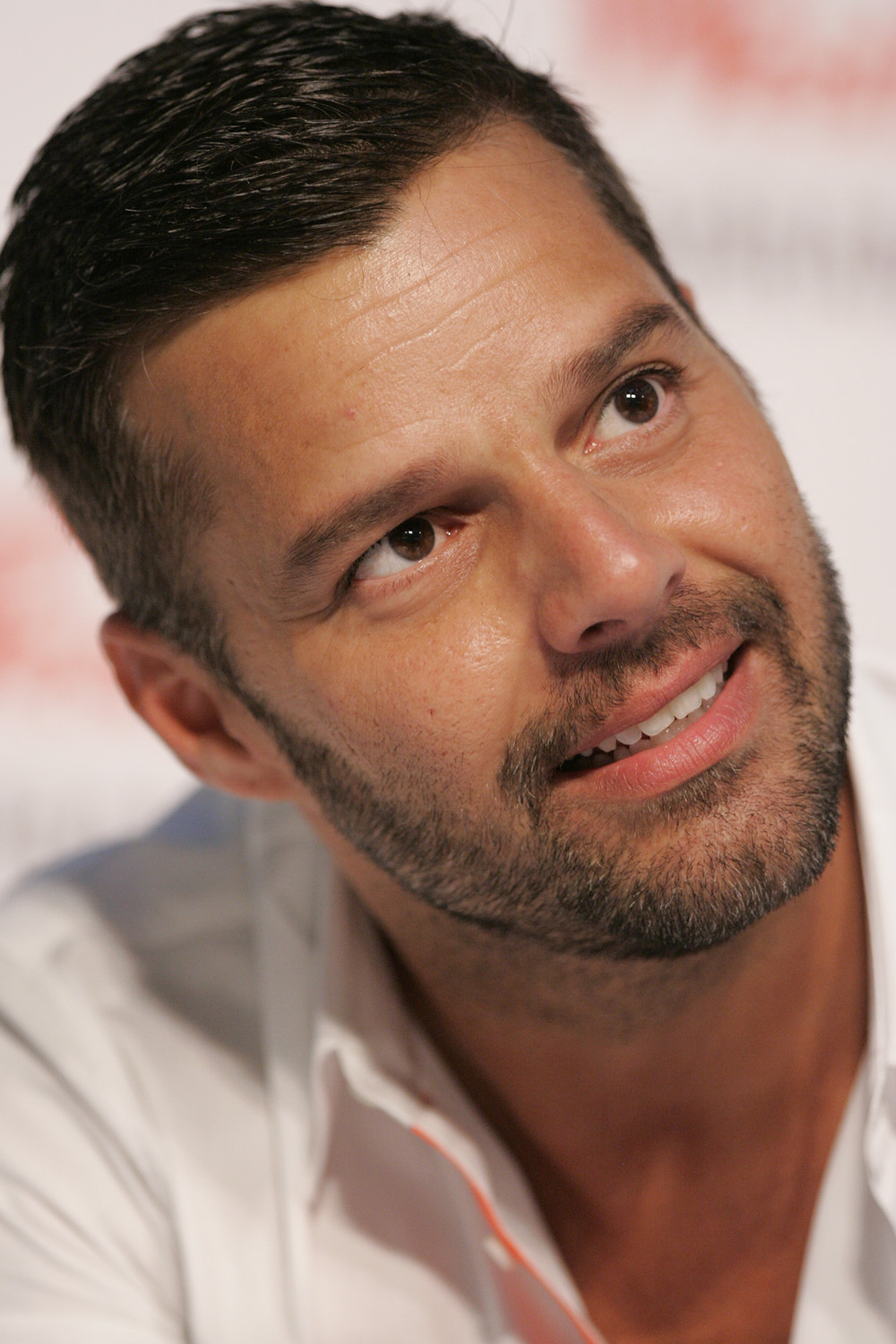
Рікі Мартін

## Комерційний успіх
«The Cup of Life» стала однією з найуспішніших пісень Рікі Мартіна. Вона змогла очолити чарти Іспанії, Німеччини, Швейцарії, Франції, Бельгії, Швеції і Австралії . Найбільше тижнів на першому місці пісня провела відразу в трьох країнах - Франції, Швеції та Австралії, де крім 6-ти пікових тижнів, вона отримала статус « платини ». 
У Великій Британії та США трек не був настільки успішним, але все ж йому вдалося потрапити в топ-50. Після успіху синглу «Livin 'la Vida Loca» в 1999 році пісня «The Cup of Life» повернула Рікі Мартіна до престижного чарту США « Billboard Hot 100 » і досягла пікового 45-го рядка. 
Незважаючи на те, що пісня «The Cup of Life» вийшла задовго до цифрової ери, вона все ж встигла розійтися в 141.000 проданих копій в США  і в більш 560.000 копій у Франції  .     

## Музичне відео
Відеокліп на пісню був знятий на початку 1998 року в Пуерто-Рико американським кліпмейкером Уейном Айшемом . Прем'єра кліпу відбулася в квітні місяці, за два місяці до ЧС з футболу 1998 . 

## Список композицій
- European CD single

1. «La Copa de la Vida» (Album Version) - 4:28
2. «La Copa de la Vida» (Spanish Remix Radio Edit) - 4:37

- European CD maxi-single

1. «La Copa de la Vida» - 4:28
2. «La Copa de la Vida» (Remix Long Version) - 8:39
3. «La Copa de la Vida» (Spanglish Remix Radio Edit) - 4:37
4. «La Copa de la Vida» (Album Version) - 4:28

- UK CD maxi-single # 1

1. «La Copa de la Vida» (English Radio Edit) - 4:37
2. «La Copa de la Vida» (Spanglish Radio Edit) - 4:37
3. «La Copa de la Vida» (Original English Version) - 4:31
4. «La Copa de la Vida» (Extended English Version) - 8:39
5. «La Copa de la Vida» (Extended Spanglish Version) - 8:39

- UK CD maxi-single # 2

1. «La Copa de la Vida» (English Radio Edit) - 4:37
2. «La Copa de la Vida» (The Dub of Life Mix) - 7:44
3. « María » (Spanglish Radio Edit) - 4:31
4. «María» (Jason Nevins Remix) - 3:45

US CD maxi-single
1. «La Copa de la Vida» (Album Version)
2. «La Copa de la Vida» (Spanish Remix Long Version)
3. «La Copa de la Vida» (Spanglish Version Radio Edit)
4. «La Copa de la Vida»

- US CD maxi-single

1. «La Copa de la Vida» (English Radio Edit) - 4:37
2. «La Copa de la Vida» (Spanish Radio Edit) - 4:37
3. «La Copa de la Vida» (Spanglish Radio Edit) - 4:37
4. «La Copa de la Vida» (The Dub of Life Mix) - 7:44
5. «María» (Jason Nevins Remix) - 3:45
6. «María» (Spanglish Radio Edit) - 4:31

## Чарти і сертифікації
| Чарт (1998)                          | Найвища позиція |
| ------------------------------------ | --------------- |
| Australian Singles Chart             | 1               |
| Austrian Singles Chart               | 4               |
| Belgian Flanders Singles Chart       | 27              |
| Belgian Wallonia Singles Chart       | 1               |
| Dutch Singles Chart                  | 8               |
| Finnish Singles Chart                | 11              |
| Finnish Top 50 Hits                  | 4               |
| Finnish Airplay Chart                | 9               |
| French Singles Chart                 | 1               |
| German Singles Chart                 | 1               |
| Japanese Oricon Singles Chart        | 68              |
| Norwegian Singles Chart              | 2               |
| Spanish Singles Chart                | 1               |
| Swedish Singles Chart                | 1               |
| Swiss Singles Chart                  | 1               |
| UK Singles Chart                     | 29              |
| US Billboard Hot 100                 | 45              |
| US Billboard Hot Dance Singles Sales | 4               |
| US Billboard Hot Latin Songs         | 2               |
| US Billboard Latin Pop Songs         | 2               |
| US Billboard Tropical Songs          | 3               |
| Чарт (1999)                          | Найвища позиція |
| US Billboard Adult Pop Songs         | 40              |
| US Billboard Pop Songs               | 18              |
| US Billboard Rhythmic Top 40         | 27              |

| Чарт (1998)                          | Позиція |
| ------------------------------------ | ------- |
| Australian Singles Chart             | 1       |
| Austrian Singles Chart               | 35      |
| Belgian Flandres Singles Chart       | 100     |
| Belgian Wallonia Singles Chart       | 7       |
| Dutch Single Top 100                 | 67      |
| French Singles Chart                 | 8       |
| Swedish Singles Chart                | 5       |
| Swiss Singles Chart                  | 9       |
| US Billboard Hot Dance Singles Sales | 10      |
| US Billboard Hot Latin Songs         | 19      |
| Чарт (1999)                          | Позиція |
| US Billboard Hot Dance Singles Sales | 29      |

| Країна     | Сертифікація |
| ---------- | ------------ |
| Австралія  | Платина      |
| Бельгія    | Платина      |
| Франція    | Платина      |
| Німеччина  | Золото       |
| Нідерланди | Золото       |
| Норвегія   | Золото       |
| Швеція     | Платина      |
| Швейцарія  | Золото       |